# Alto Paraná (Paraguay)
Alto Paraná is een departement van Paraguay. Het heeft een oppervlakte van 14.895 km² en 785.747 inwoners (2012); voor 2016 is de prognose 785.066 inwoners. De hoofdstad is Ciudad del Este.

## Bestuurlijke indeling
Het departement is verdeeld in 22 districten.
| Nr. | District                    | Inwoners | Oppervlakte |
| --- | --------------------------- | -------- | ----------- |
| 1   | Ciudad del Este             | 325.819  | 149 km²     |
| 2   | Doctor Juan León Mallorquín | 16.144   | 266 km²     |
| 3   | Doctor Raúl Peña            | 5.617    | 225 km²     |
| 4   | Domingo Martínez de Irala   | 5.035    | 334 km²     |
| 5   | Hernandarias                | 83.285   | 1.000 km²   |
| 6   | Iruña                       | 3.943    | 531 km²     |
| 7   | Itakyry                     | 27.340   | 1.964 km²   |
| 8   | Juan Emilio O'Leary         | 16.092   | 226 km²     |
| 9   | Los Cedrales                | 7.258    | 245 km²     |
| 10  | Mbaracayú                   | 6.406    | 715 km²     |
| 11  | Minga Guazú                 | 81.072   | 490 km²     |
| 12  | Minga Porá                  | 11.959   | 910 km²     |
| 13  | Ñacunday                    | 6.468    | 865 km²     |
| 14  | Naranjal                    | 6.608    | 626 km²     |
| 15  | Presidente Franco           | 88.744   | 122 km²     |
| 16  | San Alberto                 | 11.162   | 1.006 km²   |
| 17  | San Cristóbal               | 8.563    | 930 km²     |
| 18  | Santa Fe del Paraná         | 3.981    | 771 km²     |
| 19  | Santa Rita                  | 27.249   | 698 km²     |
| 20  | Santa Rosa del Monday       | 5.923    | 588 km²     |
| 21  | Tavapy                      | 6.903    | 436 km²     |
| 22  | Yguazú                      | 8.131    | 871 km²     |

| Detailkaart |
| ----------- |
|             |
| Districten  |